# Цивіни-Войські
Цивіни-Войські (пол. Cywiny Wojskie) — село в Польщі, у гміні Бабошево Плонського повіту Мазовецького воєводства.
Населення — 120 осіб (2011).
У 1975-1998 роках село належало до Цехановського воєводства.

## Демографія
Демографічна структура станом на 31 березня 2011 року:
|          | Загалом | Допрацездатний вік | Працездатний вік | Постпрацездатний вік |
| -------- | ------- | ------------------ | ---------------- | -------------------- |
| Чоловіки | 56      | 10                 | 37               | 9                    |
| Жінки    | 64      | 17                 | 30               | 17                   |
| Разом    | 120     | 27                 | 67               | 26                   |